# 3. Feld-Division
3. Feld-Division foi uma divisão de campo da Luftwaffe que prestou serviço durante a Segunda Guerra Mundial, combatendo com a Heer. Formada em Setembro de 1942, foi absorvida pelo Exército Alemão no dia 1 de Novembro de 1943.

## Comandantes
- Robert Pistorius, 26 de Setembro de 1942 - 1 de Novembro de 1943[1]